# Vevay (Indiana)
Vevay ist eine Town in und County Seat von Switzerland County im US-Bundesstaat9 Indiana.
Die Einwohnerzahl beträgt 1741 (Stand: Census 2020).

## Geschichte
Zu Beginn des 19. Jahrhunderts siedelten Schweizer auf dem Gebiet des Switzerland County. Einer von ihnen war Jean Jacques Dufour, später John James Dufour, der Vevay 1814 an den Ufern des Ohio River gründete. Der Weinbauer benannte die neue Ortschaft nach seinem Heimatort in der Schweiz, der Stadt Vevey am Genfersee. Die Schweizer brachten den Weinbau in die Vereinigten Staaten.

## Veranstaltungen
Jährlich wird ein Weinfestival abgehalten, in welchem sich das Interesse vor allem um den lokalen Wein aus Switzerland County dreht.

## In Vevay geboren
- Ebenezer Dumont (1814–1871), US-amerikanischer Politiker
- Lydia Moss Bradley (1816–1908), Philanthropin
- Edward Eggleston (1837–1902), Geistlicher und Schriftsteller
- Ken Maynard (1895–1973), Stuntman und Filmschauspieler